# Taxiphyllum robusticaule
Taxiphyllum robusticaule là một loài Rêu trong họ Hypnaceae. Loài này được (E.B. Bartram) Ireland miêu tả khoa học đầu tiên năm 1984.